# Richard Birnstengel
 (mars 2020).
Richard Theodor Birnstengel, né le 27 octobre 1881 à Dresde et mort le 8 avril 1968 dans la même ville, est un peintre allemand actif en Saxe ainsi qu'en Prusse orientale. 

## Biographie
Richard Birnstengel naît dans des conditions difficiles. Sa mère, sage-femme de profession, élève seule ses trois fils. De 1901 à 1909, il étudie à l'Académie des Beaux-Arts de Dresde sous la direction d'Oskar Zwintscher et de Gotthardt Kuehl. Il y rencontre également Georg Gelbke, avec qui il a beaucoup de points communs. Ses voyages d'études le conduise en Bohême, à Paris, en Corse et en Dalmatie.